# Frederick Gordon-Lennox, IX duca di Richmond
Frederick Gordon-Lennox, IX duca di Lennox, Richmond e Aubigny e IV duca di Gordon (Londra, 5 febbraio 1904 – 2 novembre 1989), è stato un nobile, politico e pilota automobilistico britannico.

## Biografia

### Infanzia ed educazione
Freddie Richmond, come era conosciuto, era figlio di Charles Gordon-Lennox, VIII duca di Richmond. Egli venne educato all'Eton College ed al Christ Church di Oxford.

### Matrimonio
Lord Frederick sposò Elizabeth Grace Hudson il 15 dicembre 1927, figlia del reverendo Thomas William Hudson e di sua moglie, Alethea Matheson, nonché sorella del vescovo Noel Baring Hudson. La coppia ebbe due figli.

### Carriera automobilistica

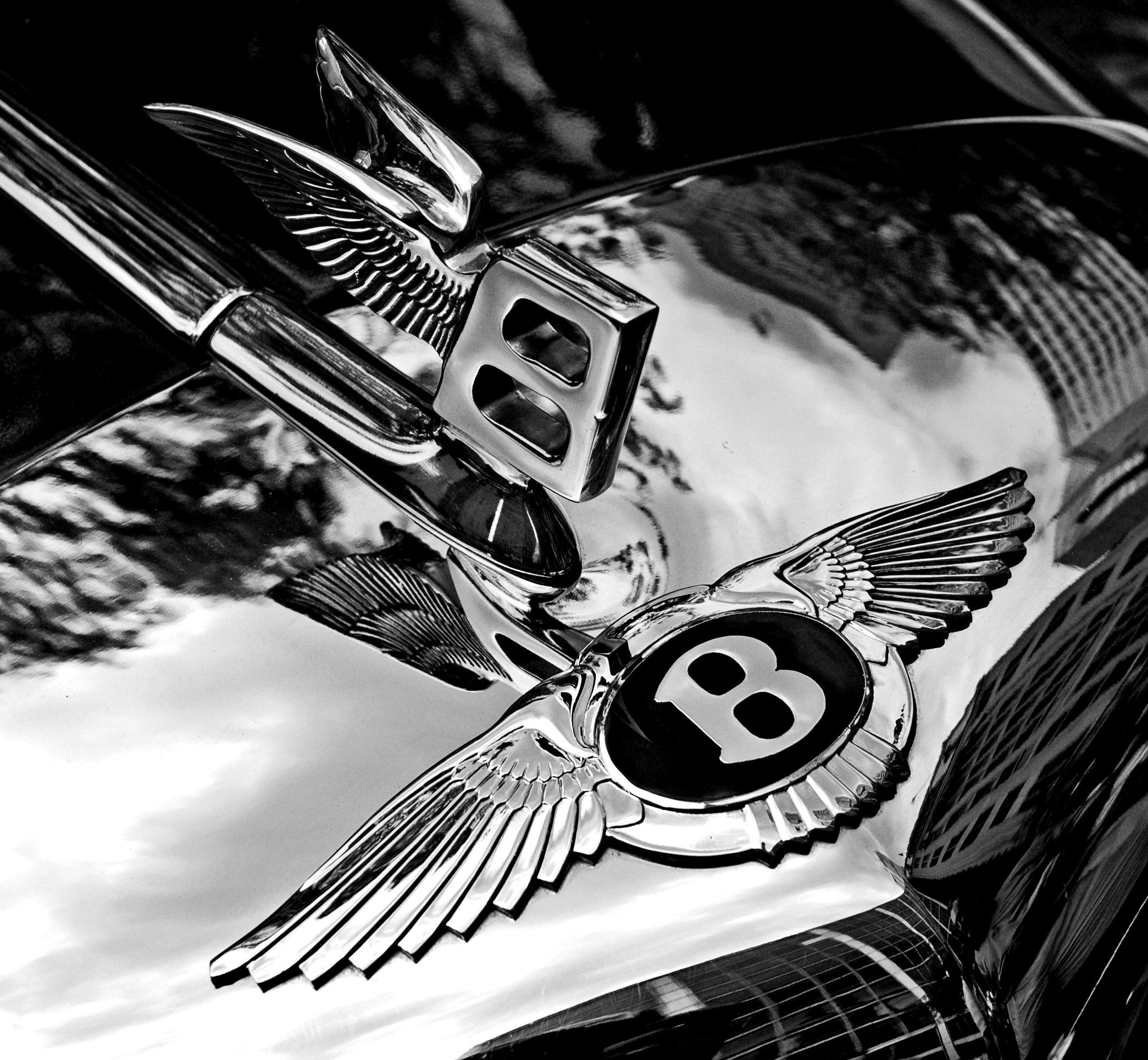
Il caratteristico marchio della Bentley Motors con la flying B

Il suo interesse nei confronti dell'ingegneria iniziò all'università e successivamente egli compì un periodo di apprendistato presso la Bentley Motors. Egli iniziò la propria carriera di pilota automobilistico nel 1929 quando prese parte alla JCC High Speed Trial. Nell'anno successivo egli divenne membro della squadra di Austin e vinse i Brooklands 500 Miles. Egli creò una propria squadra, i MG Midgets, nel 1931 e vinse la Brooklands Double Twelve, ma da questo momento in poi divenne più coinvolto nella progettazione e nell'organizzazione sportiva più che nelle vere e proprie corse.

### Ascesa al ducato e seconda guerra mondiale

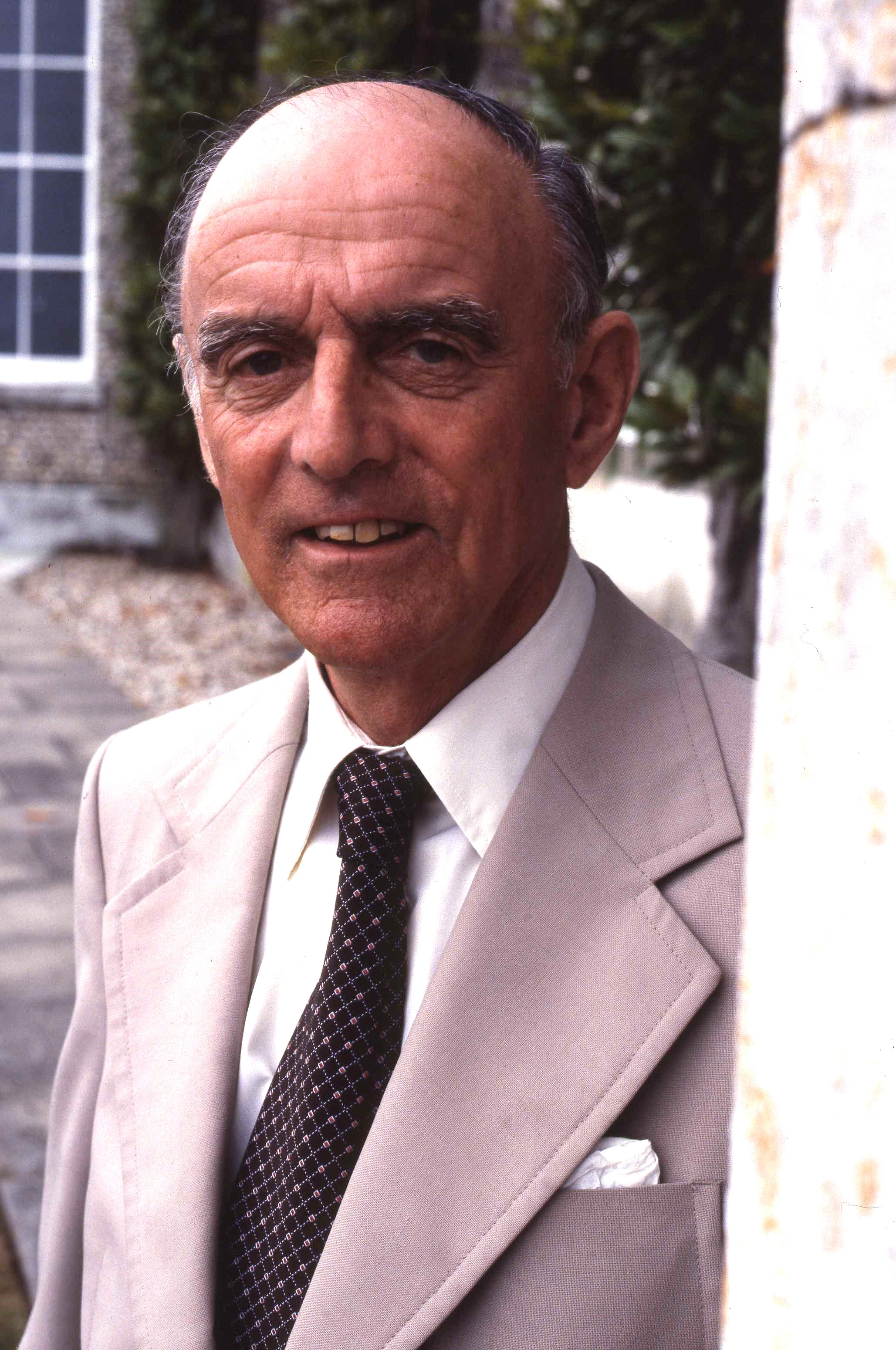
Frederick Gordon-Lennox fotografato da Allan Warren

Nel 1935, alla morte del padre, ereditò il ducato di famiglia assieme alla residenza di Goodwood. Lo status delle finanze della famiglia lo costrinse però a dei sacrifici come la vendita delle proprietà in Scozia, tra cui il Castello Gordon, e si stabilì a Goodwood presso Chichester. Durante la Seconda guerra mondiale egli disegnò, progettò, costruì e guidò un proprio aereo che pose al servizio della Royal Air Force. Per un certo periodo di tempo egli fu di base a Washington, lavorando per il Ministero dell'Aviazione.

### Dopoguerra

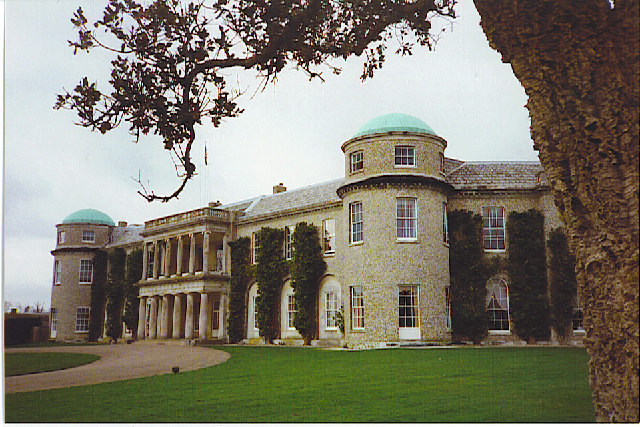
Goodwood House

Dopo la guerra si impegnò per riabilitare la residenza di Goodwood House, e vi trovò le potenzialità per creare un circuito automobilistico sfruttando le strutture ivi erette durante l'ultimo conflitto mondiale. Sulla proprietà inoltre esisteva un grande ippodromo che faceva proprio al caso dello sport. Nacque così il Goodwood Circuit, uno dei più grandi e famosi nel Regno Unito, ma che chiuse i battenti già dal 1966 a causa degli eccessivi pericoli riscontrati nel tracciato delle corse, ed il percorso venne abilitato solo a club minori o per test privati.

### Ultimi anni e morte

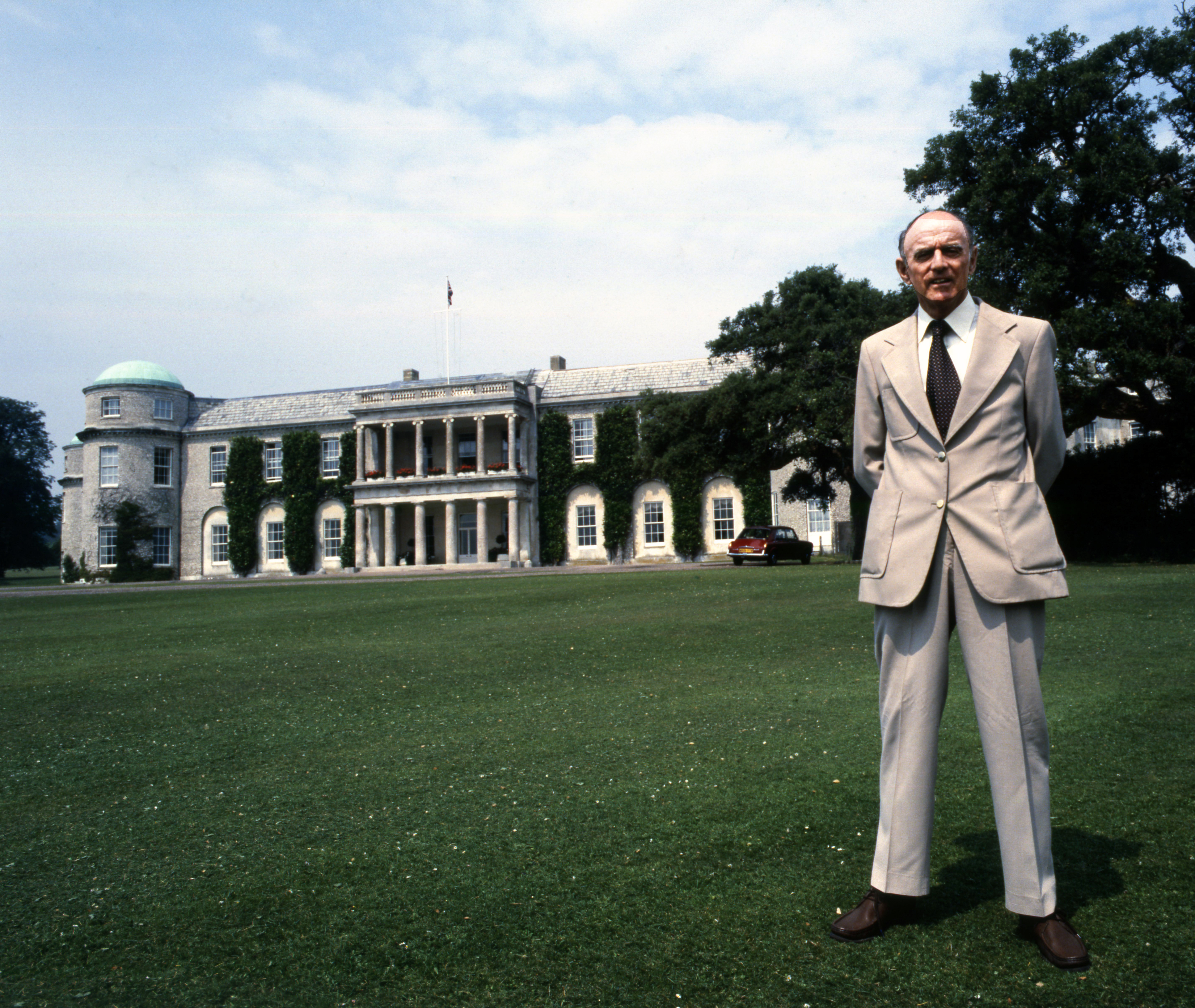
Il Duca a Goodwood House

Il Duca divenne vice presidente del Royal Automobile Club, al quale era associato dal 1948.
Il Duca apparve anche il 14 dicembre 1958 in un episodio della versione americana di What's My Line?, prima di spegnersi il 2 novembre 1989.

## Discendenza
Dal matrimonio tra Lord Frederick e Elizabeth Grace Hudson nacquero:
- Charles Henry Gordon-Lennox, X duca di Richmond (19 settembre 1929-1º settembre 2017)
- Lord Nicholas Charles Gordon-Lennox (31 gennaio 1931 – 11 ottobre 2004), sposò Mary Williamson ed ebbe discendenza. Fu ambasciatore britannico in Spagna dal 1984 al 1989.

## Ascendenza
|                                                 |                    |                              | Genitori                |  |  | Nonni |  |  | Bisnonni                                      |  |  | Trisnonni                                     |  |
|                                                 |                    |                              |                         |  |  |       |  |  | 8. Charles Gordon-Lennox, VI duca di Richmond |  |  | 16. Charles Gordon-Lennox, V duca di Richmond |  |
|                                                 |                    |                              |                         |  |  |       |  |  | 8. Charles Gordon-Lennox, VI duca di Richmond |  |  | 16. Charles Gordon-Lennox, V duca di Richmond |  |
|                                                 |                    | 17. Caroline Paget           |                         |  |  |       |  |  | 8. Charles Gordon-Lennox, VI duca di Richmond |  |  |                                               |  |
| 4. Charles Gordon-Lennox, VII duca di Richmond  |                    |                              |                         |  |  |       |  |  | 8. Charles Gordon-Lennox, VI duca di Richmond |  |  |                                               |  |
|                                                 |                    | 9. Frances Harriett Greville | 18. Algernon Greville   |  |  |       |  |  |                                               |  |  |                                               |  |
|                                                 |                    | 9. Frances Harriett Greville | 18. Algernon Greville   |  |  |       |  |  |                                               |  |  |                                               |  |
|                                                 |                    | 9. Frances Harriett Greville | 19. Charlotte Maria Cox |  |  |       |  |  |                                               |  |  |                                               |  |
| 2. Charles Gordon-Lennox, VIII duca di Richmond |                    | 9. Frances Harriett Greville |                         |  |  |       |  |  |                                               |  |  |                                               |  |
|                                                 |                    | 10. Percy Ricardo            | 20. Raphael Ricardo     |  |  |       |  |  |                                               |  |  |                                               |  |
|                                                 |                    | 10. Percy Ricardo            | 20. Raphael Ricardo     |  |  |       |  |  |                                               |  |  |                                               |  |
|                                                 |                    | 10. Percy Ricardo            | 21. Charlotte Lobb      |  |  |       |  |  |                                               |  |  |                                               |  |
| 5. Amy Mary Ricardo                             |                    | 10. Percy Ricardo            |                         |  |  |       |  |  |                                               |  |  |                                               |  |
|                                                 |                    | 11. Matilda Mawdsley Hensley | 22. John Isaac Hensley  |  |  |       |  |  |                                               |  |  |                                               |  |
|                                                 |                    | 11. Matilda Mawdsley Hensley | 22. John Isaac Hensley  |  |  |       |  |  |                                               |  |  |                                               |  |
|                                                 |                    | 11. Matilda Mawdsley Hensley | 23. Mary Ann Wilson     |  |  |       |  |  |                                               |  |  |                                               |  |
| 1. Frederick Gordon-Lennox, IX duca di Richmond |                    | 11. Matilda Mawdsley Hensley |                         |  |  |       |  |  |                                               |  |  |                                               |  |
|                                                 | 12. Thomas Brassey | 24. John Brassey             |                         |  |  |       |  |  |                                               |  |  |                                               |  |
|                                                 | 12. Thomas Brassey | 24. John Brassey             |                         |  |  |       |  |  |                                               |  |  |                                               |  |
|                                                 | 12. Thomas Brassey | 25. Elizabeth Perceval       |                         |  |  |       |  |  |                                               |  |  |                                               |  |
| 6. Henry Brassey                                | 12. Thomas Brassey |                              |                         |  |  |       |  |  |                                               |  |  |                                               |  |
|                                                 |                    | 13. Mary Farringdon Harrison | 26. Thomas Harrison     |  |  |       |  |  |                                               |  |  |                                               |  |
|                                                 |                    | 13. Mary Farringdon Harrison | 26. Thomas Harrison     |  |  |       |  |  |                                               |  |  |                                               |  |
|                                                 |                    | 13. Mary Farringdon Harrison | …                       |  |  |       |  |  |                                               |  |  |                                               |  |
| 3. Hilda Madeline Brassey                       |                    | 13. Mary Farringdon Harrison |                         |  |  |       |  |  |                                               |  |  |                                               |  |
|                                                 |                    | 14. George Robert Stevenson  | …                       |  |  |       |  |  |                                               |  |  |                                               |  |
|                                                 |                    | 14. George Robert Stevenson  | …                       |  |  |       |  |  |                                               |  |  |                                               |  |
|                                                 |                    | 14. George Robert Stevenson  | …                       |  |  |       |  |  |                                               |  |  |                                               |  |
| 7. Anna Harriet Stevenson                       |                    | 14. George Robert Stevenson  |                         |  |  |       |  |  |                                               |  |  |                                               |  |
|                                                 |                    | 15. Anna Maria Denham Cookes | …                       |  |  |       |  |  |                                               |  |  |                                               |  |
|                                                 |                    | 15. Anna Maria Denham Cookes | …                       |  |  |       |  |  |                                               |  |  |                                               |  |
|                                                 |                    | 15. Anna Maria Denham Cookes | …                       |  |  |       |  |  |                                               |  |  |                                               |  |
|                                                 |                    | 15. Anna Maria Denham Cookes |                         |  |  |       |  |  |                                               |  |  |                                               |  |